# Elezioni parlamentari in Polonia del 2005
Le elezioni parlamentari in Polonia del 2005 si tennero il 25 settembre per il rinnovo dell'Assemblea nazionale (Sejm e Senato). In seguito all'esito elettorale, Diritto e Giustizia formò il governo; Presidente del Consiglio divenne Kazimierz Marcinkiewicz, sostituito nel 2006 da Jarosław Kaczyński.

## Risultati

### Sejm
| Liste                                                  | Voti       | %     | Seggi |
| ------------------------------------------------------ | ---------- | ----- | ----- |
| Diritto e Giustizia                                    | 3 185 714  | 26,99 | 155   |
| Piattaforma Civica                                     | 2 849 259  | 24,14 | 133   |
| Autodifesa della Repubblica Polacca                    | 1 347 355  | 11,41 | 56    |
| Alleanza della Sinistra Democratica                    | 1 335 257  | 11,31 | 55    |
| Lega delle Famiglie Polacche                           | 940 726    | 7,97  | 34    |
| Partito Popolare Polacco                               | 821 656    | 6,96  | 25    |
| Socialdemocrazia di Polonia (Include: UP e Verdi 2004) | 459 380    | 3,89  | –     |
| Partito Democratico                                    | 289 276    | 2,45  | –     |
| Piattaforma Janusz Korwin-Mikke                        | 185 885    | 1,57  | –     |
| Movimento Patriottico (PdP - ROP - RKN)                | 124 038    | 1,05  | –     |
| Partito Polacco del Lavoro                             | 91 266     | 0,77  | –     |
| Minoranza Tedesca                                      | 34 469     | 0,29  | 2     |
| Partito Nazionale Polacco                              | 34 127     | 0,29  | –     |
| Dom Ojczysty                                           | 32 863     | 0,28  | –     |
| Centro                                                 | 21 893     | 0,19  | –     |
| Coalizione Civica Nazionale                            | 16 251     | 0,14  | –     |
| Partito dell'Iniziativa                                | 11 914     | 0,10  | –     |
| Altri <10000 voti                                      | 23 311     | 0,20  | –     |
| Totale                                                 | 11 804 676 | 100   | 460   |

### Senato
| Liste                                                  | Voti       | %     | Seggi |
| ------------------------------------------------------ | ---------- | ----- | ----- |
| Diritto e Giustizia                                    | 5 020 704  | 20,80 | 49    |
| Piattaforma Civica                                     | 4 090 497  | 16,94 | 34    |
| Alleanza della Sinistra Democratica                    | 3 114 118  | 12,90 | –     |
| Lega delle Famiglie Polacche                           | 2 990 092  | 12,39 | 7     |
| Autodifesa della Repubblica Polacca                    | 2 016 858  | 8,35  | 3     |
| Partito Popolare Polacco                               | 1 413 872  | 5,86  | 2     |
| Partito Democratico                                    | 683 799    | 2,83  | –     |
| Socialdemocrazia di Polonia (Include: UP e Verdi 2004) | 573 556    | 2,38  | –     |
| Piattaforma Janusz Korwin-Mikke                        | 375 037    | 1,55  | –     |
| Centro                                                 | 246 143    | 1,02  | –     |
| Movimento Patriottico (PdP - ROP - RKN)                | 234 093    | 0,97  | –     |
| Dom Ojczysty                                           | 181 337    | 0,75  | –     |
| Partito Nazionale Polacco                              | 168 413    | 0,70  | –     |
| Minoranza Tedesca                                      | 88 875     | 0,37  | –     |
| Coalizione Civica Nazionale                            | 65 561     | 0,27  | –     |
| Partito dell'Iniziativa                                | 45 712     | 0,19  | –     |
| Soccorritori Sociali                                   | 18 439     | 0,08  | –     |
| Partito Polacco del Lavoro                             | 11 765     | 0,05  | –     |
| Confederazione Polacca - Dignità e Lavoro              | 10 528     | 0,04  | –     |
| Liste civiche e indipendenti                           | 2 792 572  | 11,57 | 5     |
| Totale                                                 | 24 141 971 | 100   | 100   |

## Contesto

### Quadro politico
In occasione delle elezioni parlamentari del 2001, la coalizione formata da Alleanza della Sinistra Democratica (SLD) e Unione del Lavoro (UP) aveva ottenuto la maggioranza relativa dei voti; Azione Elettorale Solidarność (AWS), erede del movimento politico Solidarność, era rimasta fuori dal Parlamento e aveva visto la propria base elettorale polarizzarsi attorno a due principali partiti, Piattaforma Civica (PO), di orientamento liberal-conservatore, e Diritto e Giustizia (PiS), su posizioni riconducibili al conservatorismo nazionale.
La coalizione vincitrice aveva così formato un governo col Partito Popolare Polacco (PSL); l'esecutivo fu prima guidato da Leszek Miller, poi, dal 2004, da Marek Belka.

### Esito

Sejm

Senato

I partiti concorrenti alle elezioni erano in gran parte quelli delle elezioni del 2001, con l'aggiunta di Socialdemocrazia di Polonia (SDPL), nato a seguito di una scissione da SLD, e il Partito Democratico (PD), formatosi dall'Unione della Libertà (UW) e da alcuni dissidenti dell'SLD. Entrambi i nuovi partiti non riuscirono ad ottenere seggi.
Le elezioni videro un'ampia vittoria per Diritto e Giustizia e per Piattaforma Civica, che ottennero 288 su 460 seggi al Sejm, a fronte dei 55 di SLD. Il leader di Pis, Jarosław Kaczyński, rinunciò all'incarico di Presidente del Consiglio per non pregiudicare la corsa alla Presidenza della Repubblica del fratello gemello, Lech Kaczyński. Il Primo Ministro uscente, Marek Belka, perse il proprio seggio.
Il partito Autodifesa della Repubblica Polacca (Samobroona), populista e isolazionista, ottenne più seggi delle precedenti elezioni e divenne il terzo partito, mentre Lega delle Famiglie Polacche e Partito Popolare Polacco mantennero la propria rappresentanza.
Al Senato, il PiS ottenne 49 seggi e PO 34; i restanti 17 seggi furono ripartiti fra otto diversi partiti, mentre SLD non ottenne alcun seggio.
I due partiti vincitori, se fossero stati in grado di formare una maggioranza parlamentare, avrebbero avuto il 62,6% dei seggi all'Assemblea, poco meno della maggioranza dei due terzi necessaria per modificare la Costituzione. Le linee programmatiche delle due forze politiche erano, peraltro, tra loro divergenti: Diritto e Giustizia incentrava la sua politica sulla difesa della famiglia tradizionale e dei valori cristiani, manifestava il proprio scetticismo nei confronti del liberismo e proponeva aiuti statali per le fasce economicamente svantaggiate; Piattaforma Civica intendeva invece promuovere il libero mercato, la deregolamentazione e la privatizzazione, prospettando l'introduzione di una flat tax e politiche economiche tese a favorire  l'adozione dell'euro il prima possibile.

### Distribuzione del voto
Il voto tra le diverse forze politiche non risultò distribuito in modo omogeneo. Il sostegno a PiS e PO si concentrò in massima parte nelle città, particolarmente a Varsavia e nelle aree meridionali industriali intorno a Cracovia e Katowice, ma comprende anche Danzica, Gdynia, Poznań, Breslavia e Stettino. L'unico centro urbano che non ha sostenuto la destra è stato Łódź. I due partiti principali non sono riusciti ad ottenere la maggioranza in nessun distretto rurale, eccetto Rzeszów nel sud. In sette distretti rurali, i due partiti hanno ottenuto meno del 40% dei voti, mentre in uno (Chełm) hanno ottenuto meno del 35%. Dato che nessun altro partito singolo ha ottenuto la maggioranza in nessun distretto, il voto ha mostrato la continuità della divisione nella politica polacca tra votanti delle città, generalmente più liberali e in favore delle economie di mercato, e i votanti delle aree rurali, più conservatori ed economicamente di sinistra.

### Dopo le elezioni
I negoziati tra PiS e PO sulla formazione del nuovo governo subirono un crollo alla fine di ottobre, precipitati dal disaccordo riguardo a chi avrebbe dovuto essere il Marszałek Sejmu (Presidente del Sejm). Il 1º novembre il PiS annunciò un governo di minoranza guidato da Kazimierz Marcinkiewicz, come nuovo Primo Ministro. I negoziati furono inficiati dalle elezioni presidenziali del 2005, dove il vincitore fu Lech Kaczyński (PiS), fratello gemello del leader del PiS Jarosław Kaczyński; Jarosław Kaczyński aveva dichiarato che non sarebbe divenuto Primo Ministro se il fratello avesse vinto le elezioni. Il requisito costituzionale per formare un governo entro un dato periodo bruciò i negoziati per la coalizione.
Uno dei grandi ostacoli alla creazione di una coalizione fu l'insistenza del PO per ottenere il Ministero dell'Interno, se avesse dovuto entrare in coalizione con il PiS, per impedire ad un partito di controllare tutti e tre i ministeri "importanti" (Sicurezza, Giustizia e Interno). Il PO si oppose anche all'"alleanza tattica" tra PiS e Samoobrona, che condividono atteggiamenti euroscettici e populisti, ma differenti in politica economica. La campagna elettorale, in cui i partiti di centro-destra svolsero una competizione tra essi stessi invece che coi partiti di sinistra, accentuò le differenze e creò una relazione di antagonismo tra i due partiti.
Il governo di minoranza dipese dal sostegno dei radicali di Samoobrona e con l'iper-conservatore Lega delle Famiglie Polacche (LPR) al governo, una situazione che rese difficili molte delle aspettative per una coalizione PiS/PO. Il 5 maggio 2006 PiS formò un governo di coalizione con Samoobrona e LPR.
Nel luglio 2006 Marcinkiewicz rassegnò le dimissioni, a seguito di scontri con il leader del partito Kaczyński. Quest'ultimo formò un nuovo governo e giurò il 14 luglio, divenendo Primo Ministro.